# Conus primus
Espèce
Statut de conservation UICN

 LC  : Préoccupation mineure
Conus primus est une espèce de mollusques gastéropodes marins de la famille des Conidae.
Comme toutes les espèces du genre Conus, ces escargots sont prédateurs et venimeux. Ils sont capables de « piquer » les humains et doivent donc être manipulés avec précaution, voire pas du tout.

## Description
La taille de la coquille varie entre 45 mm et 103 mm.

## Distribution
Cette espèce marine est présente au large du Saya de Malha, dans l'océan Indien occidental.

### Niveau de risque d’extinction de l’espèce
Selon l'analyse de l'UICN réalisée en 2011 pour la définition du niveau de risque d'extinction, cette espèce existe dans une large gamme dans un endroit éloigné sur le banc de Saya de Malha. Il peut y avoir une menace pour la population due au dragage et/ou au chalutage, mais cela peut ne pas être étendu. Elle est considérée comme étant de préoccupation mineure à l'heure actuelle.

## Taxonomie

### Publication originale
L'espèce Conus primus a été décrite pour la première fois en 1990 par les malacologistes Dieter Röckel (d) et Werner Korn dans « Acta Conchyliorum »,.

### Synonymes
- Asprella prima (Röckel & Korn, 1990) · non accepté
- Conus (Phasmoconus) primus Röckel & Korn, 1990 · appellation alternative
- Graphiconus primus (Röckel & Korn, 1990) · non accepté
- Phasmoconus primus (Röckel & Korn, 1990) · non accepté